# Talbot Typ Frankfurt
Die vierachsigen Dieseltriebwagen vom Talbot Typ Frankfurt waren Triebwagen der Deutschen Eisenbahn-Gesellschaft. Sie wurden im Zusammenhang mit den Fahrzeugen des Talbot Typ Aachen gefertigt.
Es sind zwei gebaute Fahrzeuge bekannt, die bei der Teutoburger Wald-Eisenbahn und der Kleinbahn Neheim-Hüsten–Sundern zum Einsatz kamen. Die Fahrzeuge wurden Ende der 1970er Jahre ausgemustert und verschrottet.

## Geschichte, Einsatz und konstruktive Merkmale
Die Triebwagen der Bauart Frankfurt waren die einzigen Großraumtriebwagen der Waggonfabrik Talbot in Aachen. Da sie an die Deutsche Eisenbahn-Gesellschaft geliefert wurden, erhielten sie den Beinamen Frankfurt analog der Fahrzeugbezeichnung wie bei der Waggonfabrik Wismar vor dem Zweiten Weltkrieg.
Sie wurden beschafft, weil auf den Strecken der Teutoburger Wald-Eisenbahn nach dem Krieg großer Fahrzeugmangel herrschte und mit ihnen der Personenverkehr wesentlich effektiver abgewickelt werden konnte. Mit den bereits vor dem Krieg angeschafften VT 31, VT 51 sowie einem Triebwagen der Bauart Mosel konnte mit einigen Esslinger Triebwagen nun der Personenverkehr fast vollständig von Dieseltriebwagen abgewickelt werden. Lediglich bei Triebwagenausfall musste noch Dampflokersatzverkehr durchgeführt werden.
1957 stieß der VT 70 mit einem Panzer zusammen und musste anschließend bei Talbot repariert werden. Der VT 71 war von Anfang an bei der Kleinbahn Neheim-Hüsten–Sundern eingestellt. Dorthin wurde auch der VT 70 von 1964 bis 1969 vermietet. Als der Schienenpersonenverkehr dort auf Omnibusse umgestellt wurde, wurden die beiden Frankfurter Triebwagen abgestellt. Der VT 70 wurde 1976 ausgemustert, die Ausmusterungsdaten des VT 71 sind nicht bekannt.
Von der Bauart wurden lediglich zwei Exemplare hergestellt. Sie waren mit zwei Motoren der luftgekühlten Bauart A8L614 von KHD ausgestattet, die je ein Mylius-Getriebe antrieben.